# 拉扎尔·莫伊索夫
拉扎尔·莫伊索夫（羅馬化：Lazar Mojsov；1920年12月19日—2011年8月25日），南斯拉夫社会主义联邦共和国新闻工作者、外交官、政治家，马其顿族。1920年12月19日，出生于马其顿内戈蒂诺。在贝尔格莱德大学法学院取得博士学位。在第二次世界大战中参加反法西斯游击队。1977年－1978年，任联合国大会主席。1980年10月20日－1981年10月20日，任南斯拉夫共产主义者联盟中央委员会主席团主席。1987年5月15日－1988年5月15日，任南斯拉夫社会主义联邦共和国主席团主席。2011年8月25日，在贝尔格莱德去世，享年90岁。